# ヒューバート・ウォルター
ヒューバート・ウォルター（Hubert Walter, ? - 1205年7月13日）は、イングランドの政治家・聖職者である。リチャード1世（獅子心王）に仕え、カンタベリー大司教兼大法官という聖俗最高の役職を兼務して、宰相の任務を務めた。

## 来歴
叔父グランヴィル (en:Ranulf de Glanvill) はヘンリー2世の腹心の1人だったが、新国王リチャードの不興を買って政界から引退した。1186年にヨーク首席司祭、1189年にはソールズベリーの司教に転じていたウォルターは、この年にリチャードが第3回十字軍を起こすと、名誉回復を願う叔父とともに従軍を志願した。十字軍参加者の保護に良く努めていた彼は、いつしかリチャードからも信頼を寄せられるようになっていく。1193年、リチャードがオーストリア公レオポルト5世に捕えられて、神聖ローマ皇帝ハインリヒ6世の捕虜となると、王母アリエノールと共にその身代金集めに奔走して解放を実現させた。この功績によってリチャードはローマ教皇に要請して、彼をカンタベリー大司教に任命されるように取り計らい、翌1194年には大法官を兼任させた。さらに1195年にはローマ教皇から教皇使節にも任じられ、リチャードと教皇との連絡・調整にもあたることになった。
帰国したリチャードはわずか2ヶ月のイングランド滞在の後にフランスへ渡り、対立するフランス王フィリップ2世との戦いで各地を転戦する。留守を任されたウォルターは新税制の導入や土地調査によって財政収入の増加を目指す一方、法制の充実に努め、後の治安判事の前身となる「コロナー制」の導入などによって地方の有力者を地域の司法・行政に参画させるなどの内政・財政面での改革に手腕を振るった。だが、1198年に新しくローマ教皇となったインノケンティウス3世との対立から、一旦大法官辞任に追い込まれてしまう。
1199年、リチャード1世が戦死してしまう。リチャードの後継の候補としては甥のアーサーが存在した。だが、アーサーの後見人には、リチャードと領土をめぐり敵対していたフランス王フィリップ2世が就いており、リチャードは死に際して弟のジョンを次のイングランド王に指名した。イングランドの独立が侵されることを恐れたウォルターも、前王の遺言どおりジョンを次のイングランド王に擁立した。新王は再びウォルターを大法官に任じた。大法官に復帰したウォルターは、それまでのイングランドには存在しなかった、国王の命令を文書化して大法官が保管するという規則を制定するなど、行政の効率化を図った。
1205年、ウォルターが死亡すると、インノケンティウス3世の任じた後任のカンタベリー大司教の就任をジョンが拒否したことから破門騒動へと発展し、さらにフランス王フィリップ2世との戦いでの敗北も加わって、イングランド国内は政治的混乱に陥ることになった。